# Ferdinand von Findenigg
Ferdinand Ritter von Findenegg, (auch: Findenigg, Findeneck) (* 26. August 1798 in Kirchbach; † 27. Februar 1864 in Limmersdorf, heute Stadt Klagenfurt) war ein österreichischer Gutsbesitzer und Politiker.

## Familie
Von Findenegg war der Sohn des ständischen Bauzahlamtsbeamten Gottfried von Findenegg (* 17. Dezember 1769; † 27. April 1839) und dessen Ehefrau Franziska geborene von Litzelhofen (* 17. Februar 1777; † 14. Januar 1827). Er war römisch-katholischer Konfession und heiratete am 8. März 1822 Wilhelmine Edle von Pirker (* 8. August 1798; † 1880). Aus der Ehe gingen mindestens zwei Söhne und vier Töchter hervor. Er war Onkel und Schwiegervater von Alois Gironcoli und Großvater von Wilhelm von Dietrich.

## Leben
Von Findenegg  war k.k. Postamts-Kontrollor und ständischer Buchhalter. Er war Besitzer des Gutes Limmersdorf bei (heute in) Klagenfurt und erwarb 1838 die Burg Geiersberg bei Friesach. Ab 1861 wirkte er als Kurator und Administrator des gräflich Dietrichsteinschen Fideikommissnachlasses.
Vom 17. Juli 1848 bis zum 4. März 1849 war er Abgeordneter im Provisorischen Kärntner Landtag. Ab dem 6. September 1848 war er auch Mitglied des provisorischen Landtagsausschusses. Vom 6. April 1861 bis zu seinem Tod am 27. Februar 1864 war er Mitglied im Kärntner Landtag.